# Tox
Tox é um software livre, multiplataforma e peer-to-peer para troca de mensagens instantâneas e vídeo-chamadas. O objetivo primário do projeto Tox é oferecer um meio de comunicação acessível e seguro à todos. O serviço surgiu em junho de 2013, no 4chan, devido a preocupação de alguns membros com a espionagemdigital por parte da NSA através do programa PRISM.

## História
O primeiro commit ao GitHub foi enviado em 23 de Junho de 2013, por um usuário chamado irungentoo. Arquivos binários versão alfa foram disponibilizados aos usuários no dia 3 de Fevereiro de 2014, e os builds noturnos do Tox são publicados pelo software Jenkins. A criação da Tox Foundation foi iniciada no Google Summer of Code do ano de 2014.

## Clientes
Atualmente, o software Tox possui clientes para alguns sistemas operacionais. São estes:
| Sistema Operacional           | Nome do Cliente | Escrito em (Linguagem de Programação) |
| ----------------------------- | --------------- | ------------------------------------- |
| Linux, FreeBSD, Windows       | uTox            | C (Win32 API, Xlib)                   |
| Linux, FreeBSD, OS X, Windows | qTox            | C++ (Qt)                              |
| Linux, FreeBSD, OS X          | Toxic           | C (Ncurses)                           |
| Windows                       | Toxy            | C# (WPF)                              |